# アクセス解析
アクセス解析（アクセスかいせき）は、ウェブサイトの運営者が閲覧者の環境・特性などを調査すること、またはその機能のことである。

## 概要
主に、アクセス解析は、アクセスログ解析ともいう。ウェブサイトへのユーザの様々な主にウェブページへのアクセス手段を収集・解析するものである。
アクセス解析の手法は３つある。
1. ウェブサーバのログを集計するサーバログ形式
2. タグ、ビーコン、クリアジフと呼ばれる透明な画像に見せたプログラムCGI・JavaScriptを、サービス提供者からレンタルしてから、HTMLタグを貼り付けて機能するウェブビーコン方式
3. ネットワーク上のパケットを取得（キャプチャ）してつなぎ合わせてアクセスログを生成するパケットキャプチャ方式

がある。
一般的なのはGoogleアナリティクスを筆頭とするウェブビーコン方式だが、サーバログ方式やパケットキャプチャー方式のようにHTMLタグが必要ないサービスもある。
訪問者の環境の傾向を把握し、それに適したサイトデザインにする事や、コンテンツごとの履歴を解析する事によって、サイト内のコンテンツの人気・不人気を把握することに役立つ。
実際にcybozu.net株式会社の事例 では、アクセス解析を導入することにより、ユーザーの視線の集中箇所を把握し、広告枠設置場所を見出すことができている。
また、利用者の利用傾向を把握し、ページを改善させることができる。実際に、国営越後丘陵公園事務所のWebサイトでは、サイト内検索で検索された履歴を解析し、「営業時間」や「無料」といった語句が人気であると把握し、その情報をトップページに配置することによって、該当ページへのアクセスが向上した、という例がある。
また、SEO対策に繋げるといった利用方法が考えられる。実際にGoogle Analyticsを利用したアクセス解析を導入している株式会社ディノスでは、キーワード分析をもとにSEO対策を考慮した商品名や説明文を作成している。

## 機能
- 訪問者のリンク元URLをリファラから解析。
- 訪問者の使用した検索エンジンおよび検索ワードを解析。
- 訪問者の使用したOS・ブラウザ・画面解像度・色深度・解像度及び発色数を含めた複合統計などを解析。
- 訪問者がアクセスした時間帯・何秒間、何分間アクセスしたかなどを解析。
- 訪問者の詳細なアクセス状況を解析（生ログ）。

## ブログ、SNSのアクセスログ
閲覧者のIPアドレスを解析するブログパーツや、アクセスカウンタがある。GREEやmixi、Mobageには足跡とよばれるアクセスログがあるが、TwitterやFacebook、LINEのタイムラインは閲覧だけでは相手に閲覧したかは伝わらない。

### 主な製品
- Amplitude
- Google Analytics
- WebTrends　（株式会社サムライズ の製品。ウェブビーコン分析、ログ分析、両方に対応。モバイルオプション有り）
- Urchin from Google　（Googleの製品。Google Analyticsの母体となった。サーバログ型）
- RTmetrics　（オーリック・システムズの製品。無料ASP・モバイル・導入型がある。）
- wellout　（ディー･ワークスの製品。携帯アクセス解析。）
- SiteTracker
- Adobe SiteCatalyst　（アドビの製品。ASP型。モバイル対応）
- LogChaser（株式会社アクセントの製品。ログチェイサーはCookie不要で解析できるサーバーログ型のアクセス解析サービス。）
- Sitegram （HARMONYの製品。生ログ分析によるレポーティングサービス。）
- X-log　（株式会社日本クラウディア の製品。不正クリックを追跡・対処可能）
- ComfyAnalytics　(コンフォート・マーケティングの製品。ウェブビーコン型生ログ分析)
- PowerROI　（パワー・インタラクティブ の製品。個客解析機能有り。ウェブビーコン型）
- Pt engine　（Ptmind社 社の製品。マルチデバイスでの数値分析、ヒートマップ分析によるユーザーの可視化)
- User Insight　（株式会社ユーザーローカル社 の製品。スマートフォンへも対応したヒートマップによるユーザー行動の可視化。マルチデバイス横断のユーザー解析。リアルタイムのアクセス解析。組織からの訪問者解析。コンバージョン分析に対応したウェブビーコン型)
- SiTest　（グラッドキューブの製品。マルチデバイスに対応し、ヒートマップ・ABテスト・EFOを備えたUI/UX改善のオールインワンアプリケーション。)
- Matomo (オープンソースのアクセス解析アプリ)